# Măgurele
Măgurele es una ciudad con estatus de oraș de Rumania ubicada en el distrito de Ilfov.
Según el censo de 2011, tiene 11 041 habitantes, mientras que en el censo de 2002 tenía 9272 habitantes. La mayoría de la población es de etnia rumana (92,68 %), con una minoría de gitanos (1,93 %).
La mayoría de los habitantes son cristianos de la Iglesia Ortodoxa Rumana (93,31 %).
Adquirió estatus urbano en 2005. En su territorio se incluyen como pedanías los pueblos Alunișu, Dumitrana, Pruni y Vârteju. La ciudad alberga la sede del Instituto de Física Atómica de Rumania y del Instituto Nacional de Investigación y Desarrollo de la Física Terrestre, así como la Facultad de Física de la Universidad de Bucarest.
Se ubica en la periferia meridional de la capital nacional Bucarest.